# Филипп Бургундский-Беверенский
Филипп Бургундский-Беверенский (около 1450 — 4 июля 1498, Брюгге) — граф де ла Рош, сеньор де Беверен, адмирал Нидерландов, кавалер Ордена Золотого Руна.

## Биография
Единственный сын Антуана Бургундского (1421—1504), также известного как Великого бастарда Бургундского, от брака с Мари де ла Вьевилль. Отец Филиппа, Антуан Бургундский, был незаконнорождённым сыном (бастардом) герцога Бургундии Филиппа Доброго.
В 1478 году Филипп Бургундский стал кавалером Ордена Золотого руна.
Благодаря браку в 1485 году с Анной Борселенской (ум. 1505), дочерью голландского штатгальтера Вольферта VI ван Борселена (ок. 1433—1487), и Шарлотты де Бурбон-Монпансье (1449—1478), Филипп Бургундский получил во владение земли рода Борселен в Зеландии: Занденбург, Вере, Флиссинген, Брауверсавен, Весткапелле и Дёйвеланд.
31 мая 1486 года король Германии Максимилиан I привел к присяге на верность Филиппа Бургундского в качестве сеньора де Вере.
В 1491—1498 годах Филипп Бургундский-Беверенский занимал должность адмирала Нидерландов.
Дети от брака с Анной ван Борселен:
- Шарлотта Бургундская (ум. 1509), муж с 1499 года Йост ван Круйнинген, маркграф Зеландии (ум. 1543)
- Адольф Бургундский (1489—1540), сеньор Вере и адмирал Нидерландов
- Анна Бургундская (ум. 1512 году), жена с 1504 года Йохана ван Глимеса (1489—1514), сеньора Валена
- Маргарита Бургундская (ум. 1522), муж с 1490 года Жак Малет, сеньор Компиньи и Ла-Флот (ум. 1507).